# Ellis W. Williamson

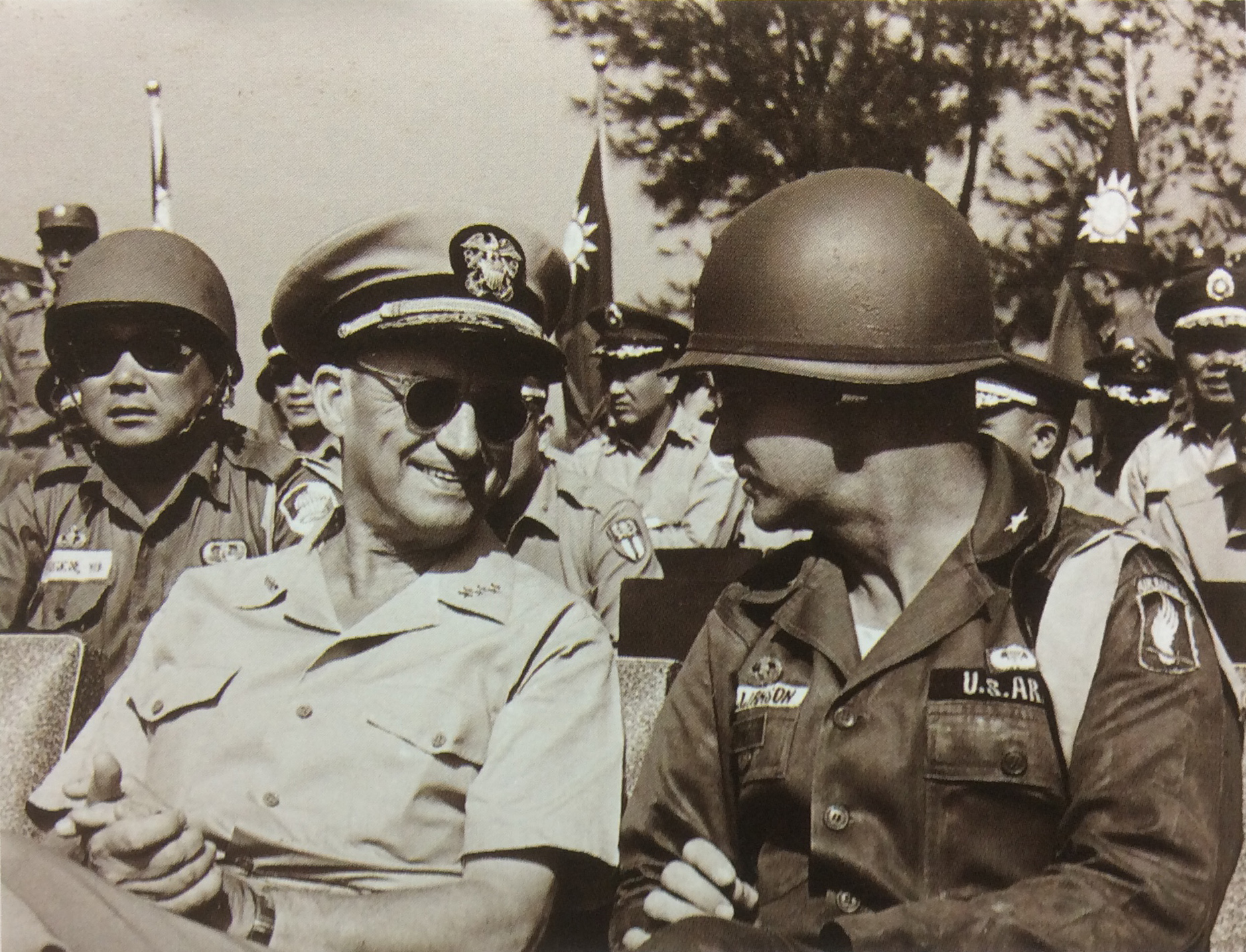
Ellis W. Williamson im Jahr 1963 in Taiwan

Ellis Warner Williamson (* 4. Juni 1918 in Raeford, Hoke County, North Carolina; † 28. Januar 2007 in Arlington, Virginia) war ein Generalmajor der United States Army. Er war unter anderem Kommandeur der 25. Infanteriedivision.
Ellis Williamson besuchte die öffentlichen Schulen seine Heimat. Er gehörte zunächst der North Carolina National Guard an. Im Jahr 1941 wurde er als Leutnant in das Offizierskorps des US-Heeres aufgenommen. In der Armee durchlief er anschließend alle Offiziersränge vom Leutnant bis zum Zwei-Sterne-General.
Während des Zweiten Weltkriegs diente er im 120. Infanterieregiment, das zur Nationalgarde von North Carolina gehörte, aber der US-Army unterstellt war. Er wurde auf dem europäischen Kriegsschauplatz eingesetzt und war unter anderem an der Landung der Alliierten in der Normandie und der Abwehr der deutschen Ardennenoffensive beteiligt.
Nach seiner Rückkehr in die Vereinigten Staaten war er drei Jahre lang Dozent für Militärtaktik an der Infantry School.  Im Jahr 1950 absolvierte er das Command and General Staff College in Fort Leavenworth in Kansas. Anschließend wurde er im Koreakrieg als Stabsoffizier beim X. Korps eingesetzt. Dabei war er an der Landung bei Incheon beteiligt.
Im weiteren Verlauf seiner Karriere diente er zunächst im Stab des Chief of Staff of the Army. Anschließend absolvierte er das Armed Forces Staff College. Nach einer zwischenzeitlichen Verwendung im Stab des Verteidigungsministeriums erhielt Williamson im Jahr 1956 das Kommando über das 13. Infanterieregiment. Im Rahmen des Rotationsprogramms für militärische Einheiten (Operation Gyroscope) führte er sein Regiment von Fort Carson nach Deutschland, wo es das 47. Infanterieregiment ablöste. Anschließend blieb er in Deutschland, wo er Stabsoffizier für Training und Ausbildung bei der 7. Armee wurde, die damals noch nicht mit USAREUR verschmolzen war.
Nach seiner Heimkehr absolvierte Ellis Williamson das National War College. Anschließend leitete er drei Jahre lang die Stabsabteilung G1 (Personal) im Heeresministerium. Im Jahr 1963 übernahm er das Kommando über die gerade reaktivierte 173. Luftlandebrigade auf Okinawa. Diese diente als schnelle Eingreiftruppe des United States Pacific Commands. Die Brigade führte umfangreiche Manöver unter anderem in Taiwan durch und bereitete sich auf einen Einsatz im Vietnamkrieg vor. Ab 1965 wurde sie, noch immer unter Williamsons Kommando, aktiv in Vietnam eingesetzt. Der Brigade unterstanden auch australische, neuseeländische und südvietnamesische Einheiten.
Am 1. November 1966 übernahm Williamson das Kommando über das U.S. Army Training Center in Fort Polk in Louisiana. Nach dem Ende dieses Kommandos erhielt er im Jahr 1968 als Nachfolger von Fillmore K. Mearns den Oberbefehl über die 25. Infanteriedivision, mit der er erneut im Vietnamkrieg eingesetzt war. Die Division war unter anderem an der Abwehr der nordvietnamesischen Tet-Offensive beteiligt. Williamson behielt dieses Kommando bis 1969, als er von Harris W. Hollis abgelöst wurde.
Nach einer zwischenzeitlichen  Verwendung als Deputy Chief, Office of Reserve Components, im Heeresministerium wurde Ellis Williams im Jahr 1971 zum Leiter der amerikanischen Militärmission im Iran ernannt. Diesen Posten bekleidete er bis zum Jahr 1973. Anschließend schied er aus dem aktiven Militärdienst aus.
Der seit 1942 mit Margaret Ethel McNeil (1918–2007) verheiratete Offizier starb am 28. Januar 2007 in Arlington (Virginia) und wurde auf dem amerikanischen Nationalfriedhof Arlington beigesetzt.

## Orden und Auszeichnungen
Ellis Williamson erhielt im Lauf seiner militärischen Laufbahn unter anderem folgende Auszeichnungen:
- Distinguished Service Cross
- Army Distinguished Service Medal
- Silver Star
- Legion of Merit
- Bronze Star Medal
- Distinguished Flying Cross
- Air Medal
- Army Commendation Medal
- World War II Victory Medal
- Purple Heart
- Army Occupation Medal
- National Defense Service Medal
- Korean Service Medal
- United Nations Service Medal (UNO)
- Vietnamese Service Medal (Südvietnam)
- British Distinguished Service Order  (Großbritannien)
- Croix de Guerre (Frankreich)
- Vietnamese Cross of Gallantry (Südvietnam)
- Vietnamese Army Distinguished Service Medal
- Belgian Fourrager (Belgien)